# 히엡호아현
히엡호아현(베트남어: Huyện Hiệp Hòa / 縣洽和)은 베트남 동북부 지방 박장성의 9개의 현 중 하나이다. 2003년을 기준으로 이 지역의 인구는 210,980명이다.  이 현의 면적은 201km2이며, 현도는 탕 시진에 있다. 이곳은 쩐 왕조 도안쑤언로이, 레 왕조의 찐응오중, 응우옌 왕조의 응우옌 딘뚜언의 근거지였다.

## 지리
히엡호아현은 북쪽으로 떤옌현, 남쪽으로는 옌퐁현, 동쪽으로는 비엣옌시사과, 서쪽으로는 타이응우옌성과 하노이의 속선현과 경계를 이룬다.
히엡호아는 지형적으로 고르지 못하며, 북쪽에는 언덕과 낮은 산이 있고 동쪽에는 홍강 삼각주가 있으며 일반적으로 북서쪽에서 남동쪽으로 경사져 있다.
히엡호아현의 총 자연 면적은 20,110헥타르이다. 농지는 13,479헥타르로 67%를 차지한다. 산림지는 190.3ha로 0.9%를 차지한다. 사용하지 않은 토지는 1,653.2ha로 8.2%를 차지한다. 토지 유형은 다양하며 다양한 유형의 농업에 적합하다. 이 현에서는 산업도 적절하게 발전되어 있다.
날씨는 열대 몬순 기후의 영향을 받으며, 평균 기온은 23-24°C이며, 연평균 강수량은 1,500mm이다.

## 행정 구역
2006년 현의 인구는 30만 명이 넘었다. 노동 인구는 총 133,650명, 인구의 44.8%를 차지하고 있다. 농업 노동자의 비율은 여전히 크지만 산업화와 산업 단지의 개발이 계속됨에 따라 지속적으로 감소하고 있다.
히엡호아현은 1개의 시진과 24개의 사를 관할하고 있다.

### 시진
- 탕 시진（Thị trấn Thắng, 勝市鎭）

### 사
- 박리사 (Xã Bắc Lý, 北里社)
- 쩌우민사 (Xã Châu Minh, 茱明社)
- 다이타인사 (Xã Đại Thành, 大成社)
- 자인탕사 (Xã Danh Thắng, 名勝社)
- 도안바이사 (Xã Đoan Bái, 端沛社)
- 동로사 (Xã Đông Lỗ, 東魯社)
- 동떤사 (Xã Đồng Tân, 同新社)
- 화선사 (Xã Hòa Sơn, 和山社)
- 황안사 (Xã Hoàng An, 黃安社)
- 황르엉사 (Xã Hoàng Lương, 黃梁社)
- 황타인사 (Xã Hoàng Thanh, 黃淸社)
- 황번사 (Xã Hoàng Vân, 黃雲社)
- 헙틴사 (Xã Hợp Thịnh, 合盛社)
- 훙선사 (Xã Hùng Sơn, 雄山社)
- 흐엉럼사 (Xã Hương Lâm, 香林社)
- 르엉퐁사 (Xã Lương Phong, 良豊社)
- 마이딘사 (Xã Mai Đình, 枚亭社)
- 마이쭝사 (Xã Mai Trung, 枚中社)
- 응옥선사 (Xã Ngọc Sơn, 玉山社)
- 꽝민사 (Xã Quang Minh, 光明社)
- 타이선사 (Xã Thái Sơn, 泰山社)
- 타인번사 (Xã Thanh Vân, 靑雲社)
- 트엉탕사 (Xã Thường Thắng, 常勝社)
- 쑤언껌사 (Xã Xuân Cẩm, 春錦社)

## 갤러리

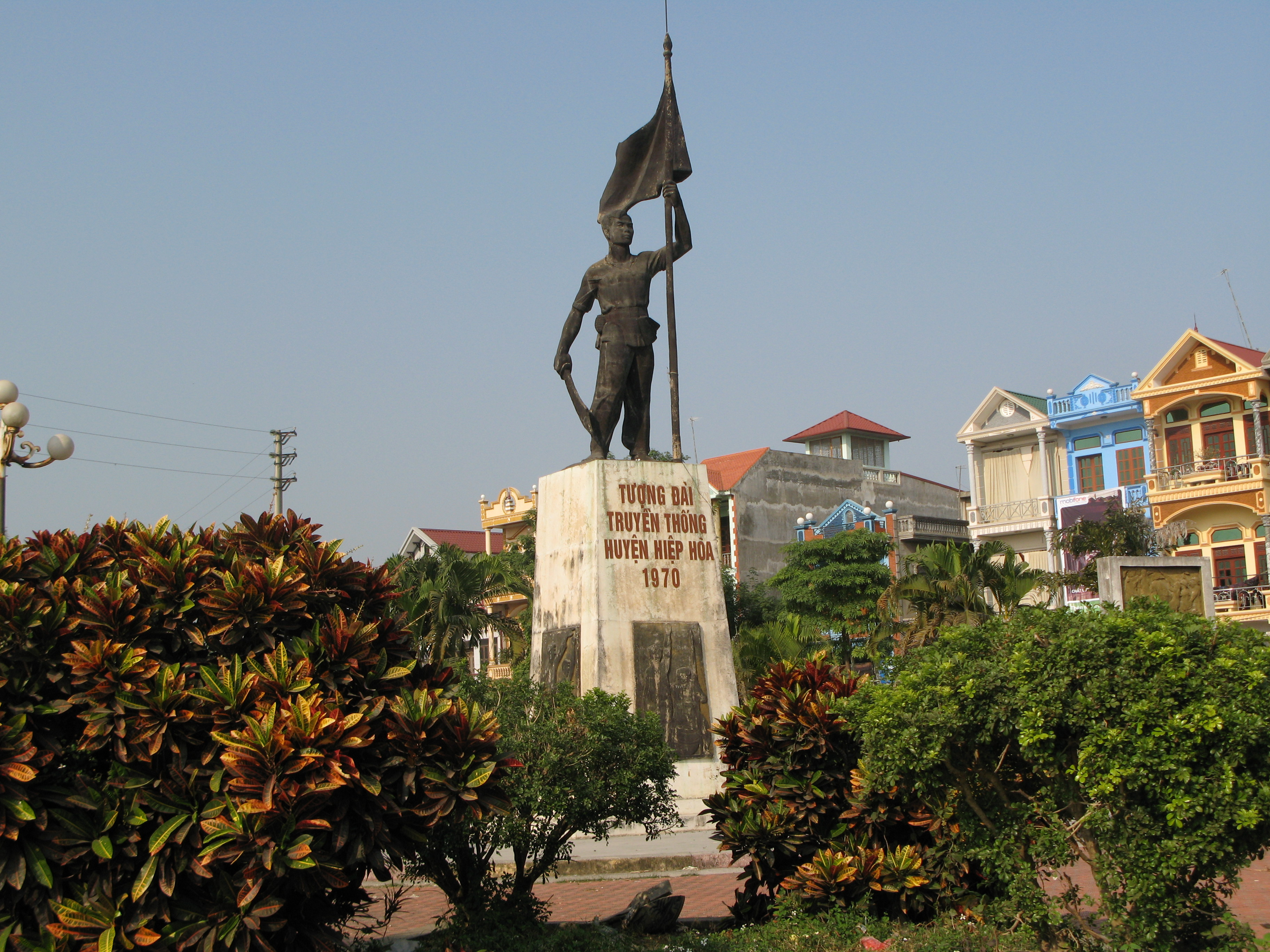
탕 시진 교차로에 있는 기념비
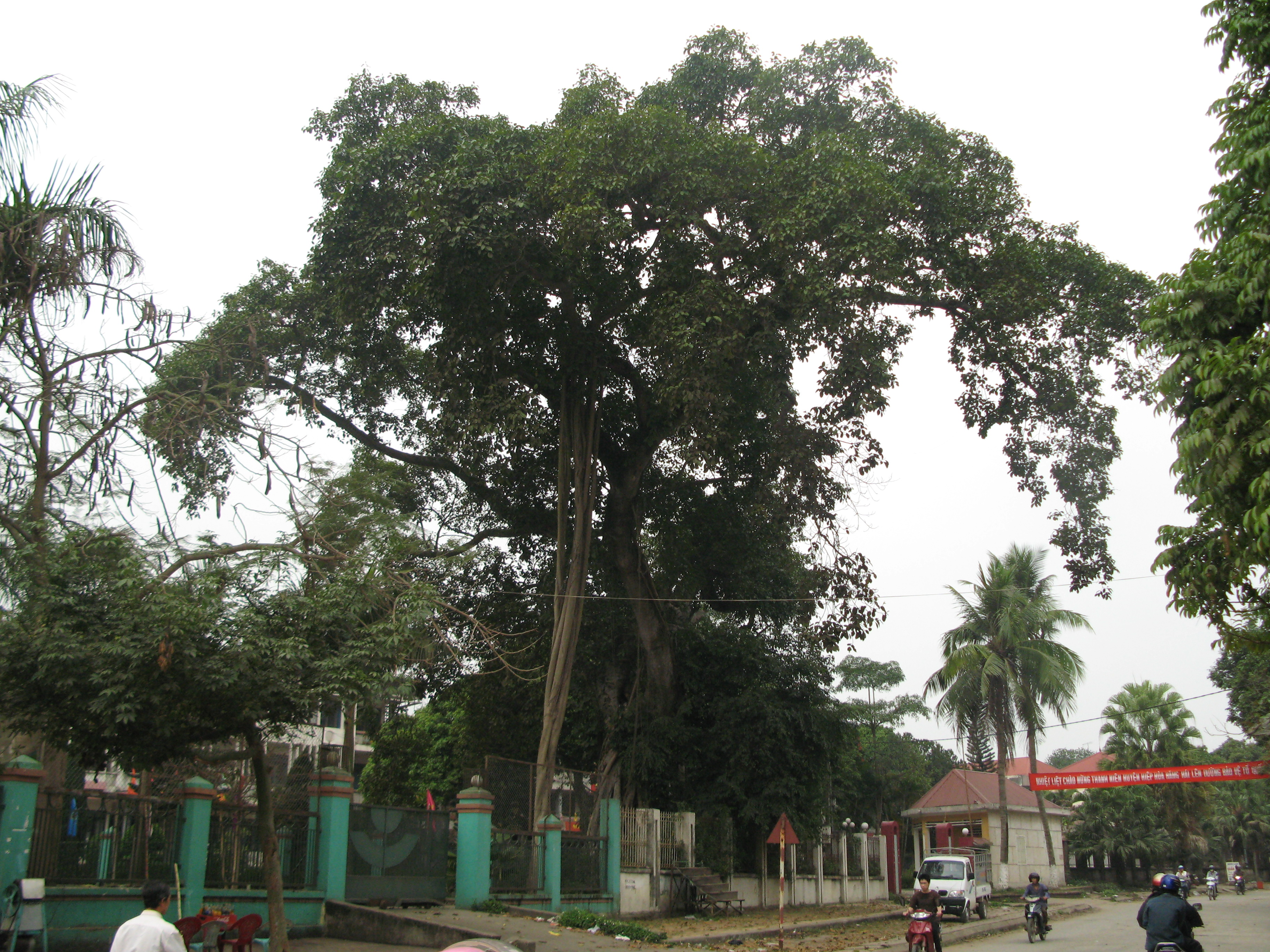
현내 길 앞 반얀나무
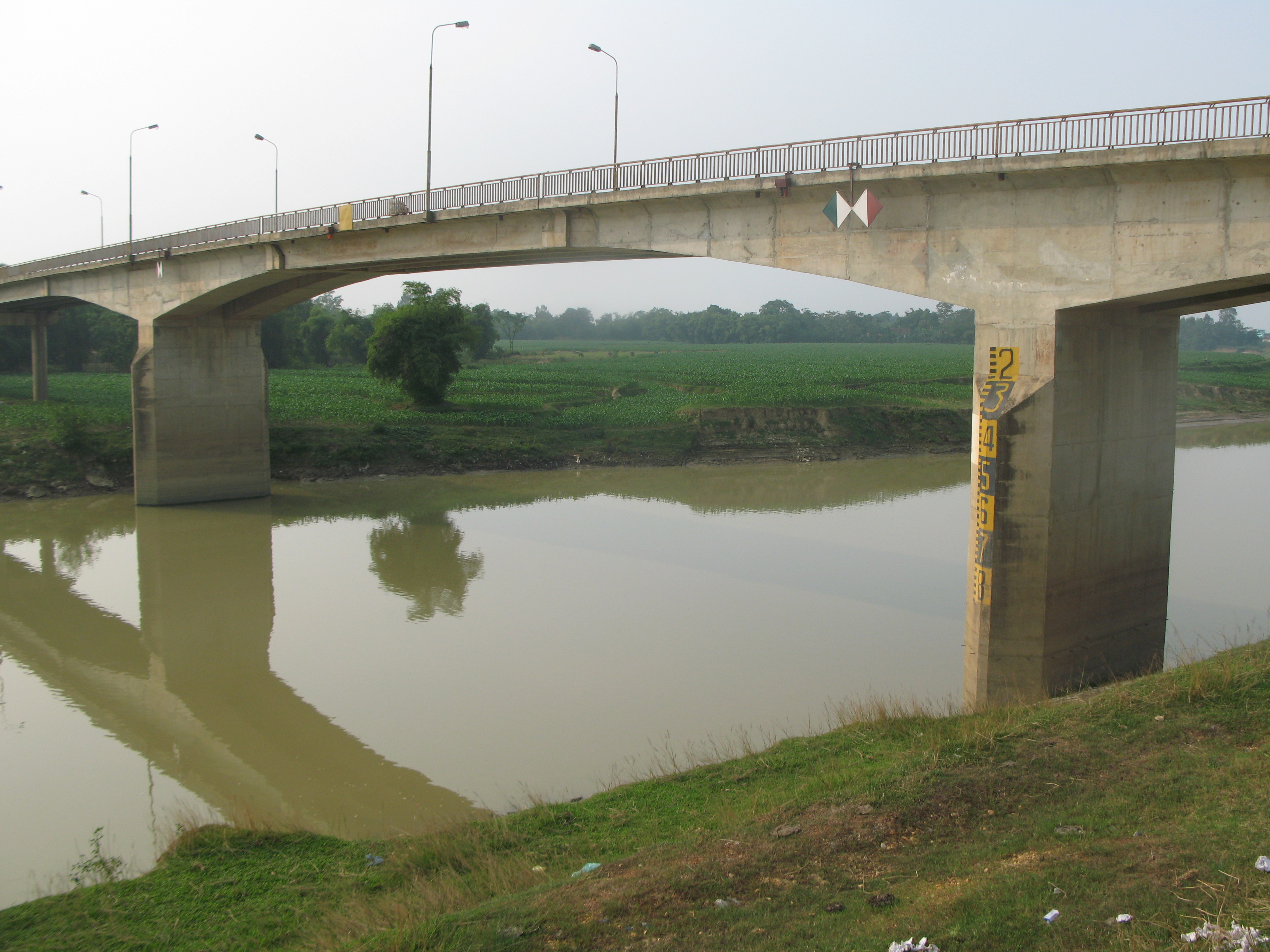
밧교
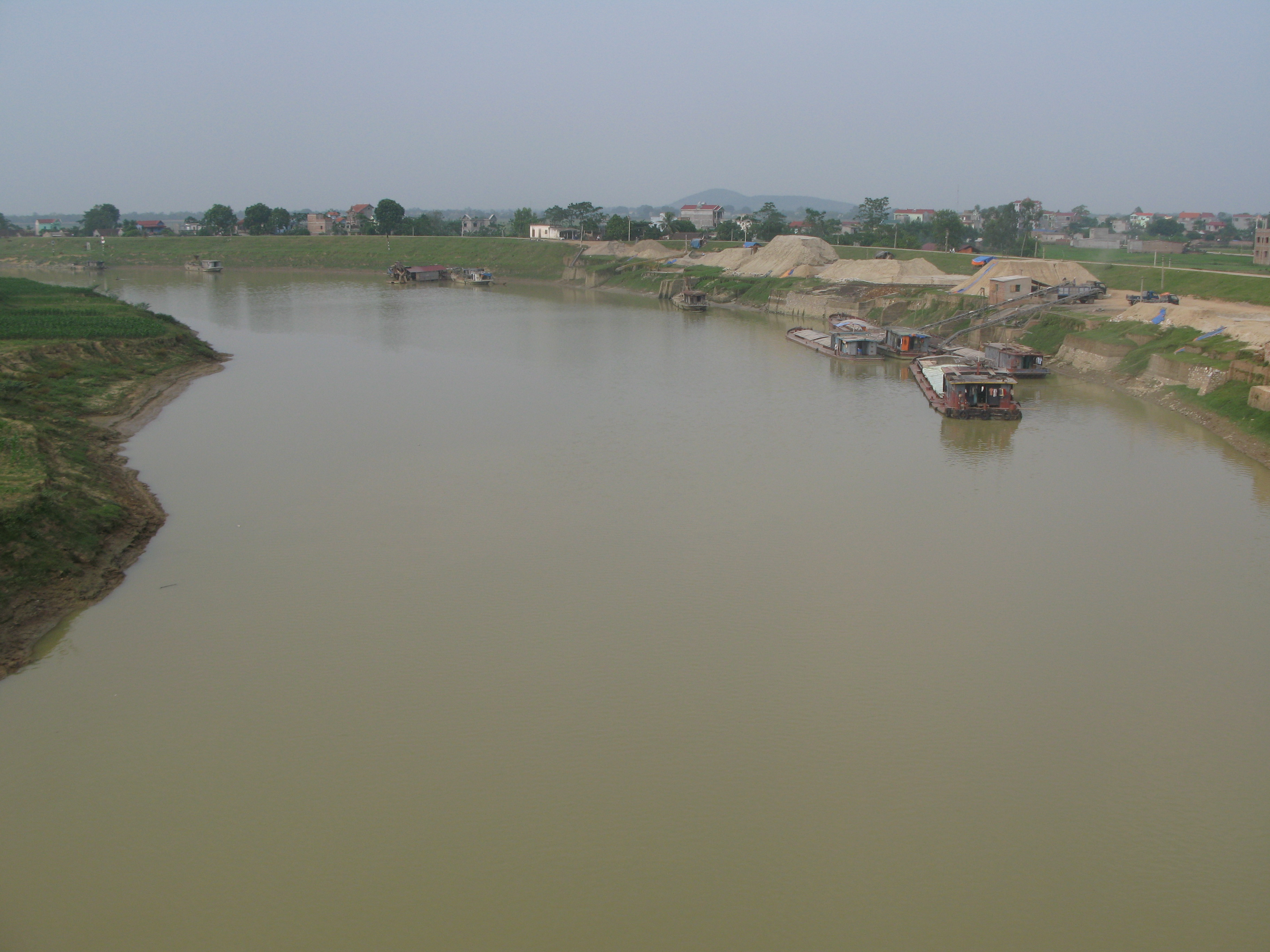
꺼우강의 선착장
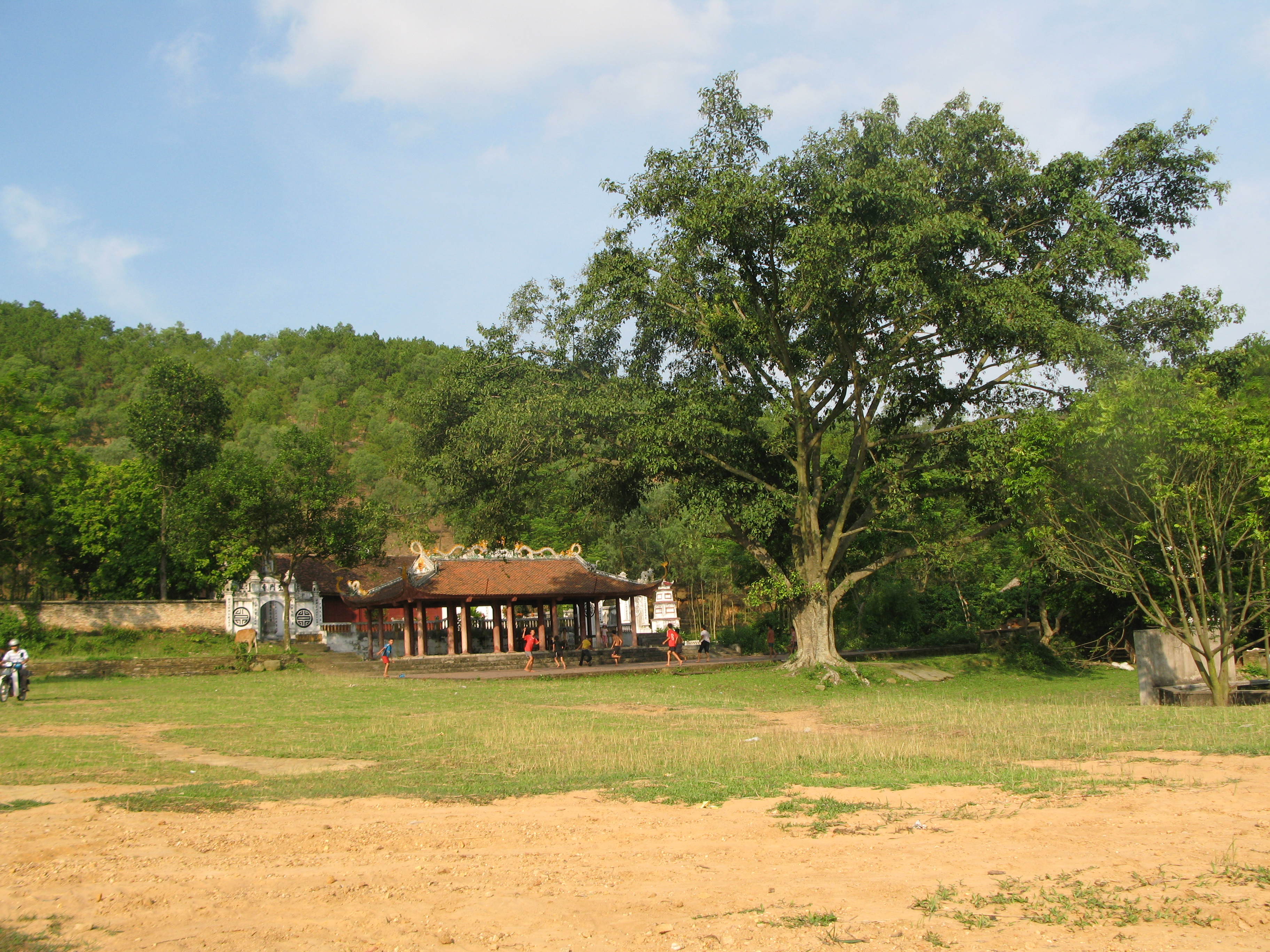
IA 사원
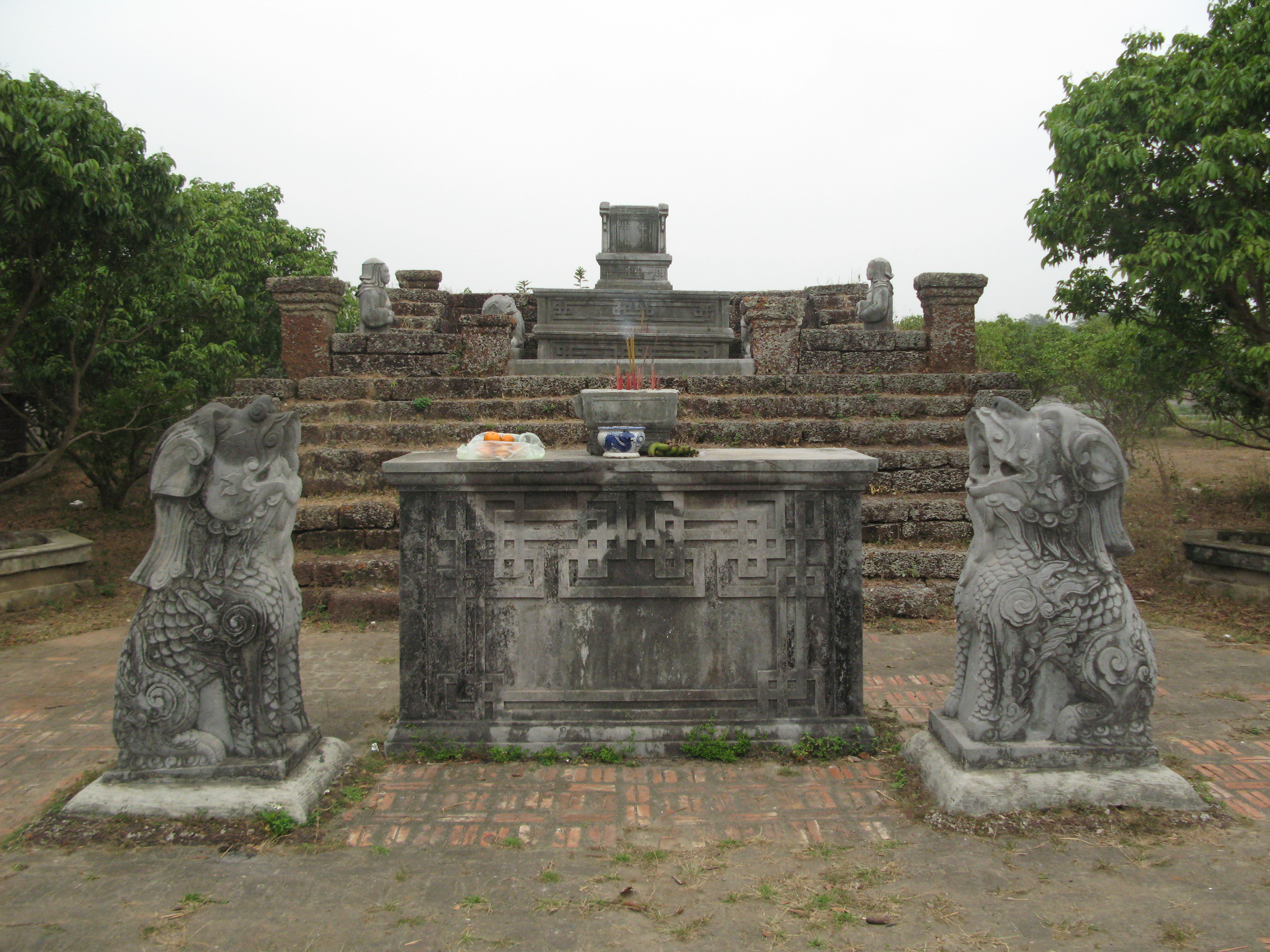
딘흐엉의 묘
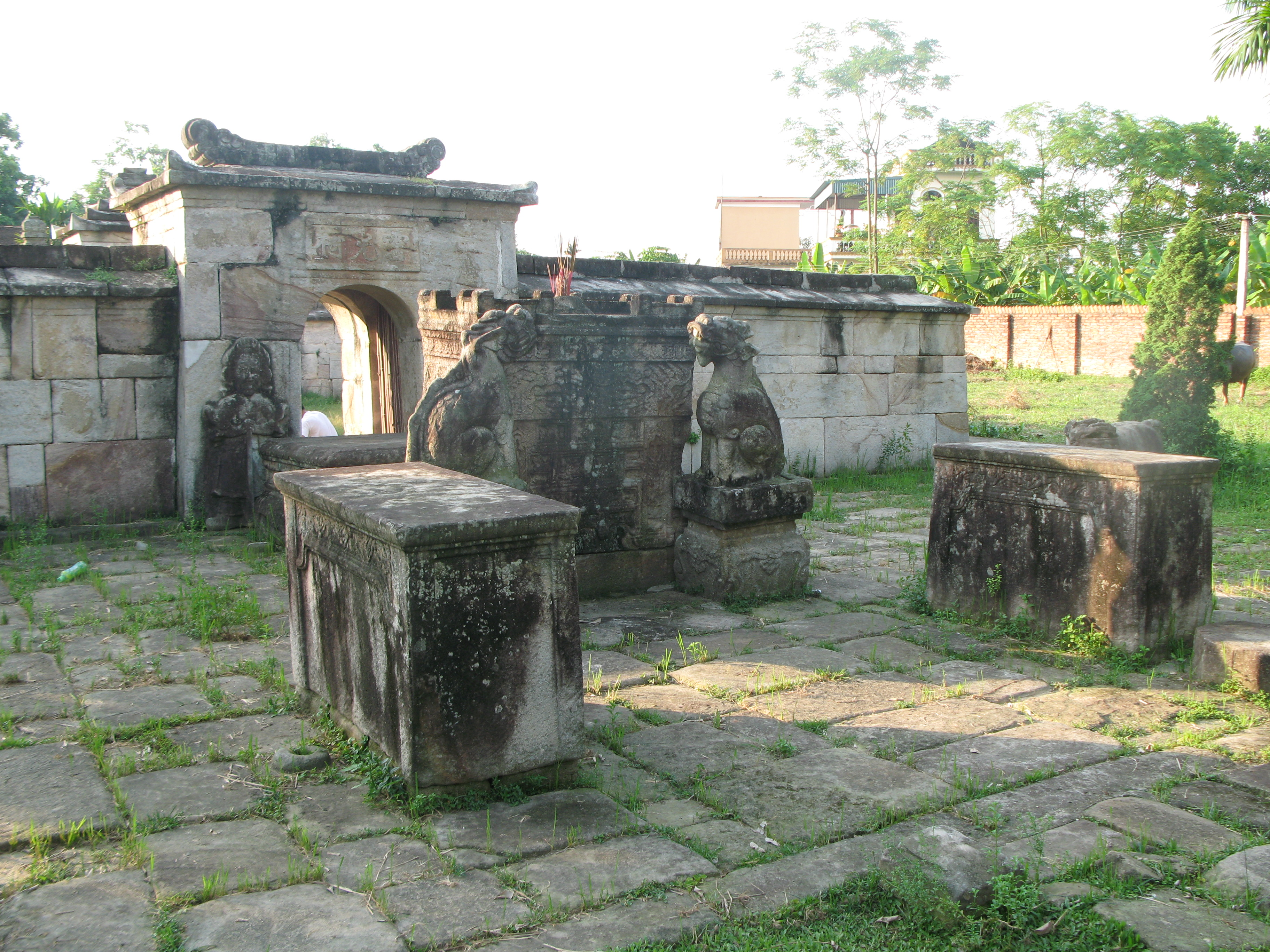
호응오의 묘
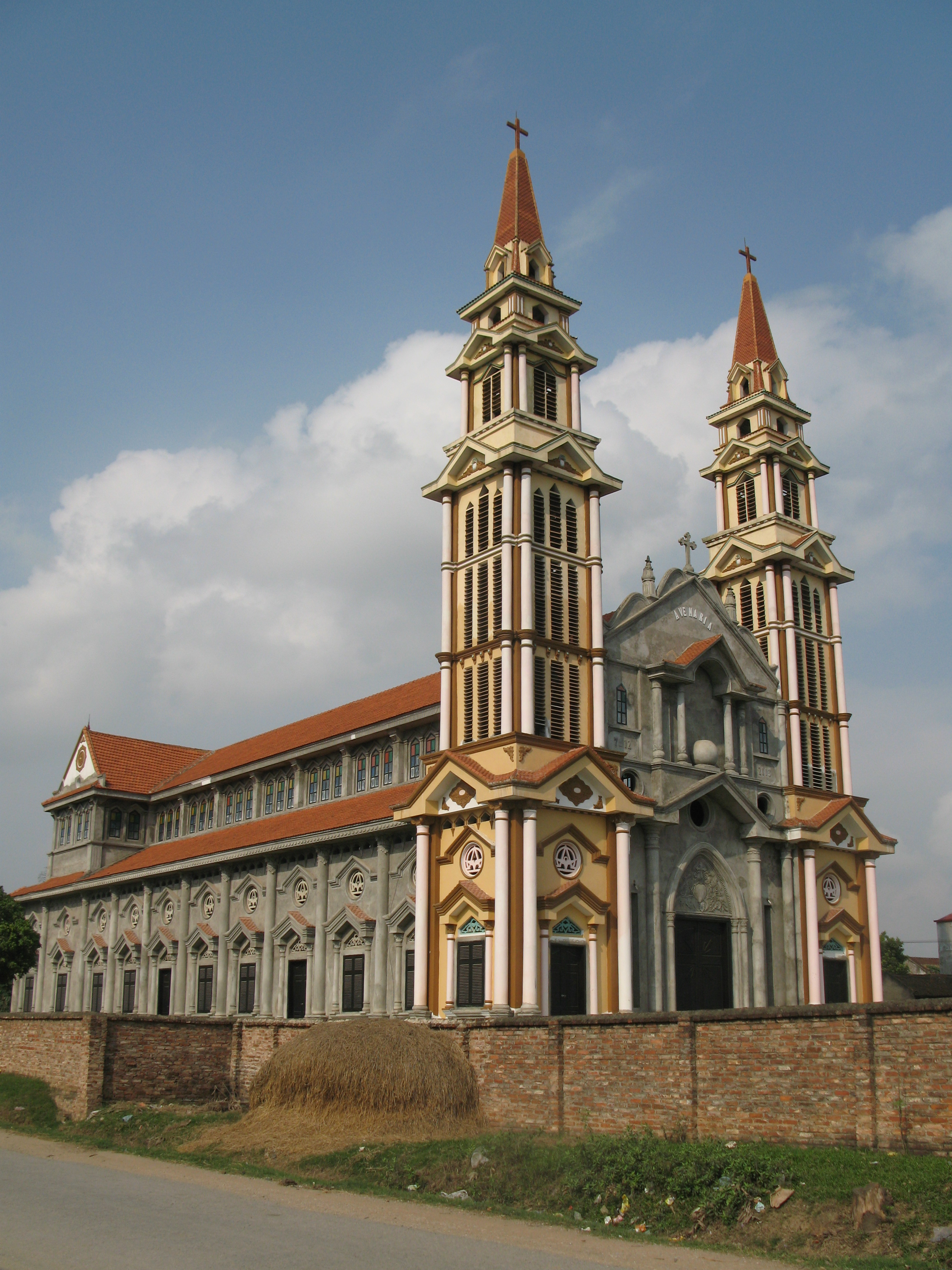
응옥리엔 교회
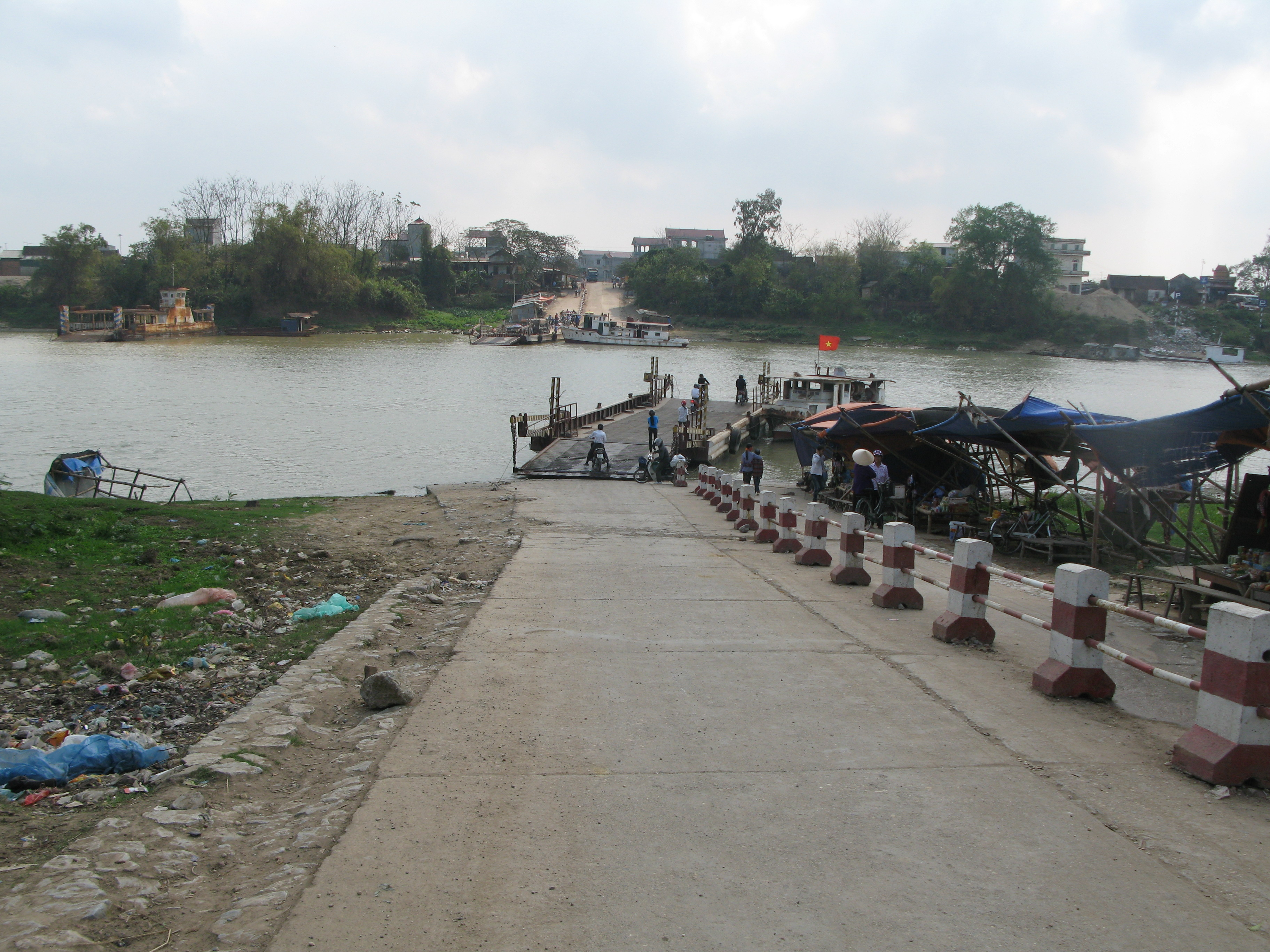
동쑤옌 선착장